# Nachtwald
Nachtwald ist ein Abenteuerfilm von André Hörmann, der seit Sommer 2021 auf mehreren deutschen und internationalen Filmfestivals lief und im November 2022 in die deutschen Kinos kam.

## Handlung
Nachdem Thomas Haller, der Vater des 12-jährigen Paul, seit nunmehr einem Jahr spurlos verschwunden ist, macht sich der Junge in den Sommerferien auf der Schwäbischen Alb zusammen mit seinem besten Freund Max daran, dessen Verschwinden auf den Grund zu gehen. Sie suchen mithilfe der Aufzeichnungen des Vaters die sagenumwobene Ursulen-Höhle, die dieser inmitten des Ursulenbergs gefunden hat. Ganz allein in der Wildnis erleben Paul und Max eine ungeahnte Freiheit, müssen sich aber auch großen Gefahren stellen.

## Produktion

### Filmstab und Förderungen
André Hörmann gibt mit Nachtwald sein Spielfilmdebüt als Regisseur und schrieb auch gemeinsam mit Katrin Milhahn das Drehbuch. Dabei hat der in Ulm aufgewachsene Hörmann autobiographische Erlebnisse verarbeitet.
Vom Kuratorium junger deutscher Film erhielt der Film eine Förderung in Höhe von 25.000 Euro, weitere Förderungen kamen von der MFG Filmförderung und der Beauftragten der Bundesregierung für Kultur und Medien Staatsministerin Grütters.

### Besetzung und Dreharbeiten

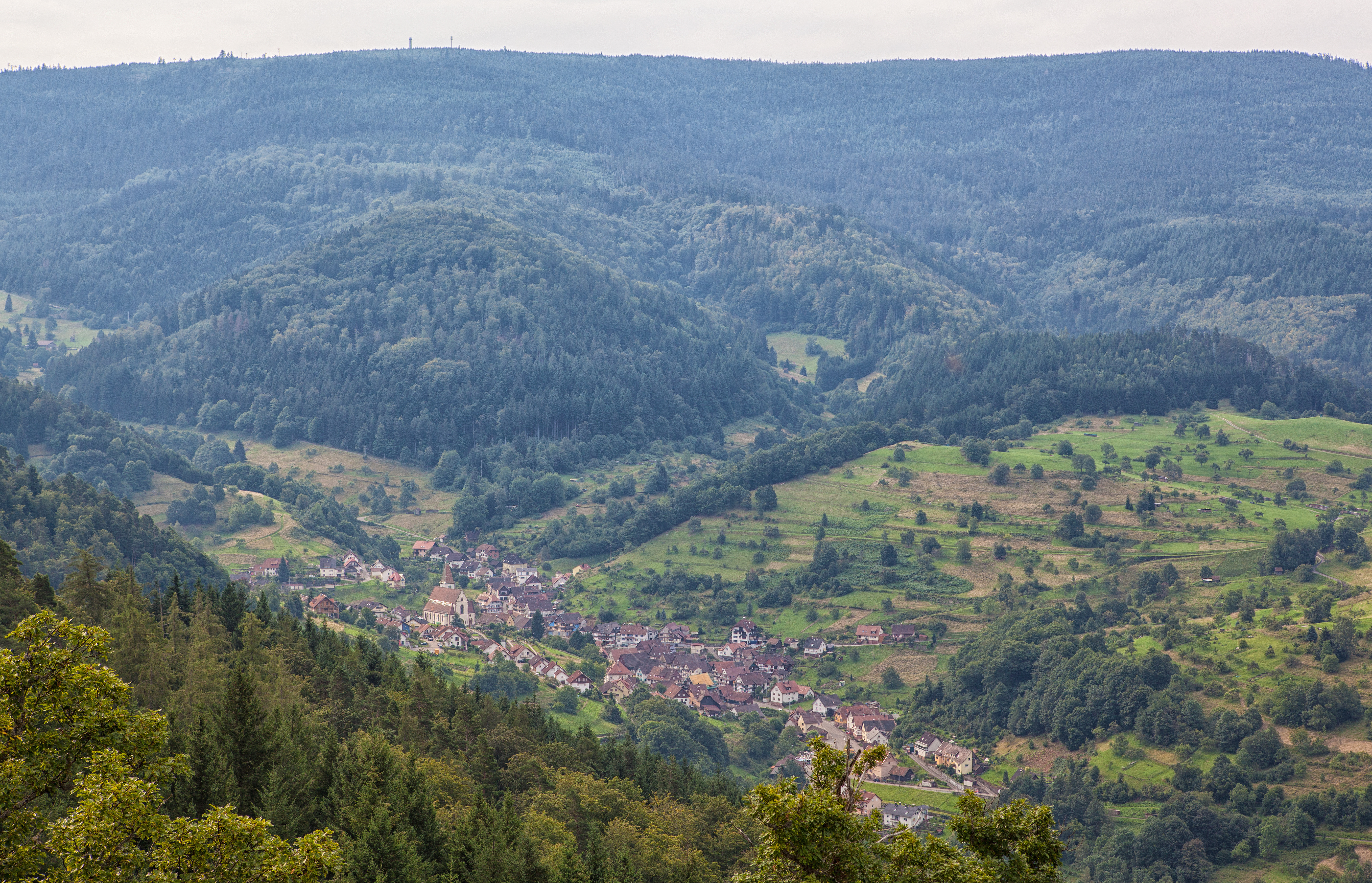
Blick vom Drehort Dachssteinfelsen auf den Gernsbacher Stadtteil Reichental

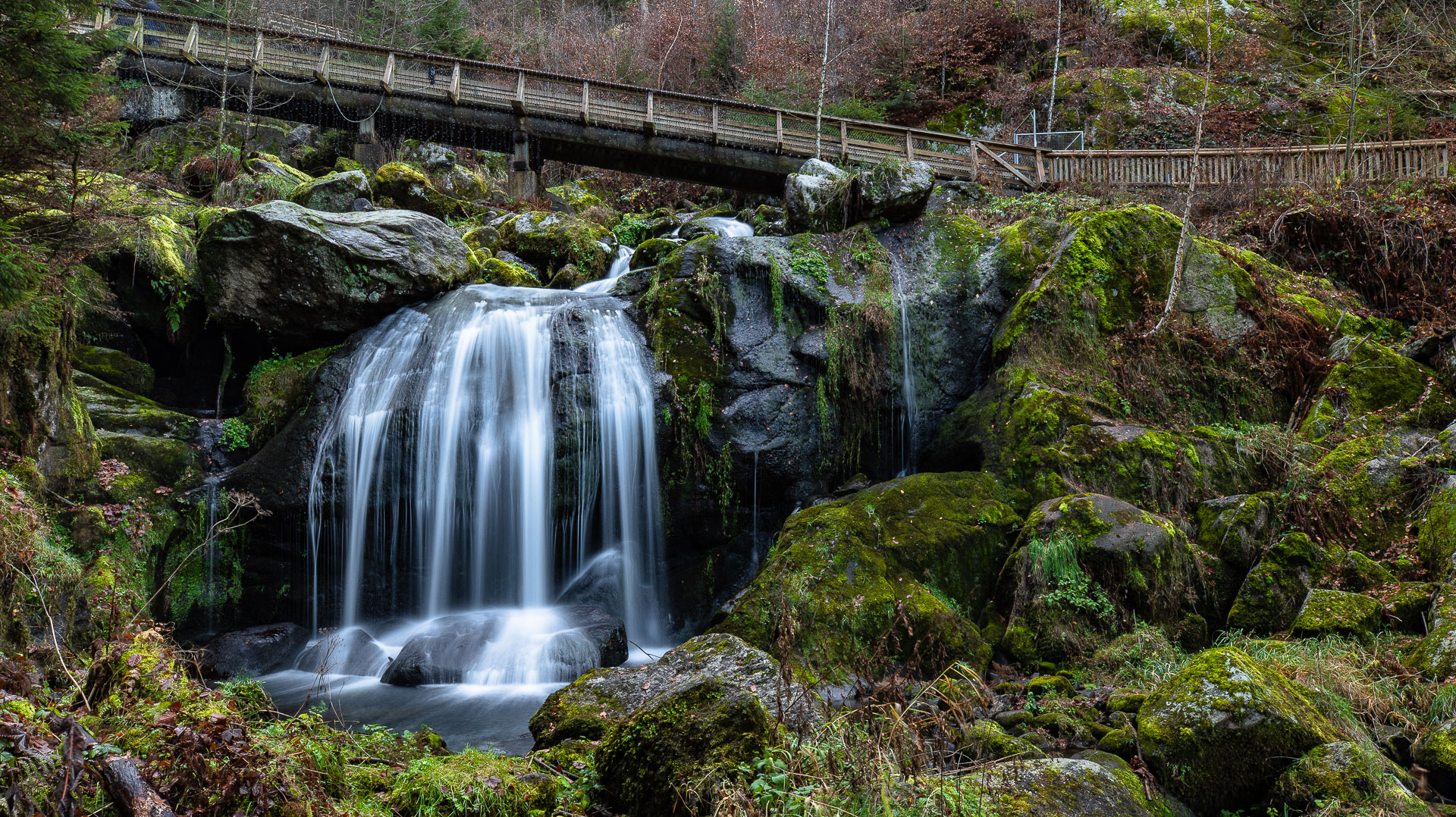
Zwei Tage drehte man an den Triberger Wasserfällen

Levi Eisenblätter und Jonas Oeßel, die Darsteller der Hauptrollen Paul und Max, wurden in deutschlandweiten Castings gefunden. Marc Limpach und Meike Droste sind in den Rollen von Pauls Vater Thomas und seiner Mutter Sabine zu sehen.
Die Dreharbeiten dauerten vom 8. September bis 22. Oktober 2020. Statt auf der Schwäbischen Alb wurde überwiegend im Nordschwarzwald in der Umgebung von Baden-Baden, dem Sitz der Produktionsfirma Kurhaus production gedreht. Viele Drehorte liegen im Gernsbacher Stadtteil Reichental und seiner Umgebung, unter anderem am Orgelfelsen, am Kunstweg am Reichenbach und am Dachstein an der Gernsbacher Runde. Naturaufnahmen fanden auch an der Murg zwischen Forbach und Raumünzach statt. Zudem wurde in Geroldsau, Varnhalt, Hügelsheim, am Waldenecksee und bei der Staustufe Iffezheim gedreht. Im Oktober 2020 dienten für zwei Drehtage die Triberger Wasserfälle im Südschwarzwald als Kulisse. Der einzige Drehort außerhalb von Baden-Württemberg war mit drei Drehtagen im Oktober 2020 die Baumannshöhle im Harz. Hier fand die Produktion eine Tropfsteinhöhle mit großem Saal, Gängen und Wasser vor, die daneben sichere Arbeitsbedingungen bot.

### Veröffentlichung
Erste Vorstellungen erfolgen im Juni 2021 beim Kindermedienfestival Goldener Spatz. Im Juli 2021 wurde er beim Filmfest München gezeigt. Im März 2022 wurde er beim Luxembourg City Film Festival gezeigt. Ende Juli 2022 erfolgte eine vom Locarno Film Festival organisierte Open-Air-Vorführung. Ab Ende August 2022 wurde er beim Fünf Seen Filmfestival gezeigt. Am 24. November 2022 kam der Film in die deutschen Kinos.

## Rezeption

### Kritiken
Barbara Felsmann vom Online-Portal des Deutschen Kinder- und Jugendfilmzentrums schreibt, André Hörmann habe mit Levi Eisenblätter und Jonas Oeßel für sein Buddy-Movie zwei tolle Kinderdarsteller gefunden, und sie spielten die beiden Außenseiter als vielschichtige, gleichwohl verletzliche und starke Persönlichkeiten: „Wie sie auf ihrer Wanderung so nach und nach einander von ihren Sorgen und Problemen erzählen, wirkt sehr wahrhaftig.“ Dem Regisseur und Drehbuchautor seien sicher all die Erfahrungen zugutegekommen, die er bei seinen Dokumentarfilmen gesammelt hat, und dem Film mangele es nicht an aufregenden, gefährlichen Situationen, die atemberaubend und aufwendig ins Bild gesetzt seien und genauso wie die überwältigenden stimmungsvollen Landschaftsaufnahmen beeindruckten.

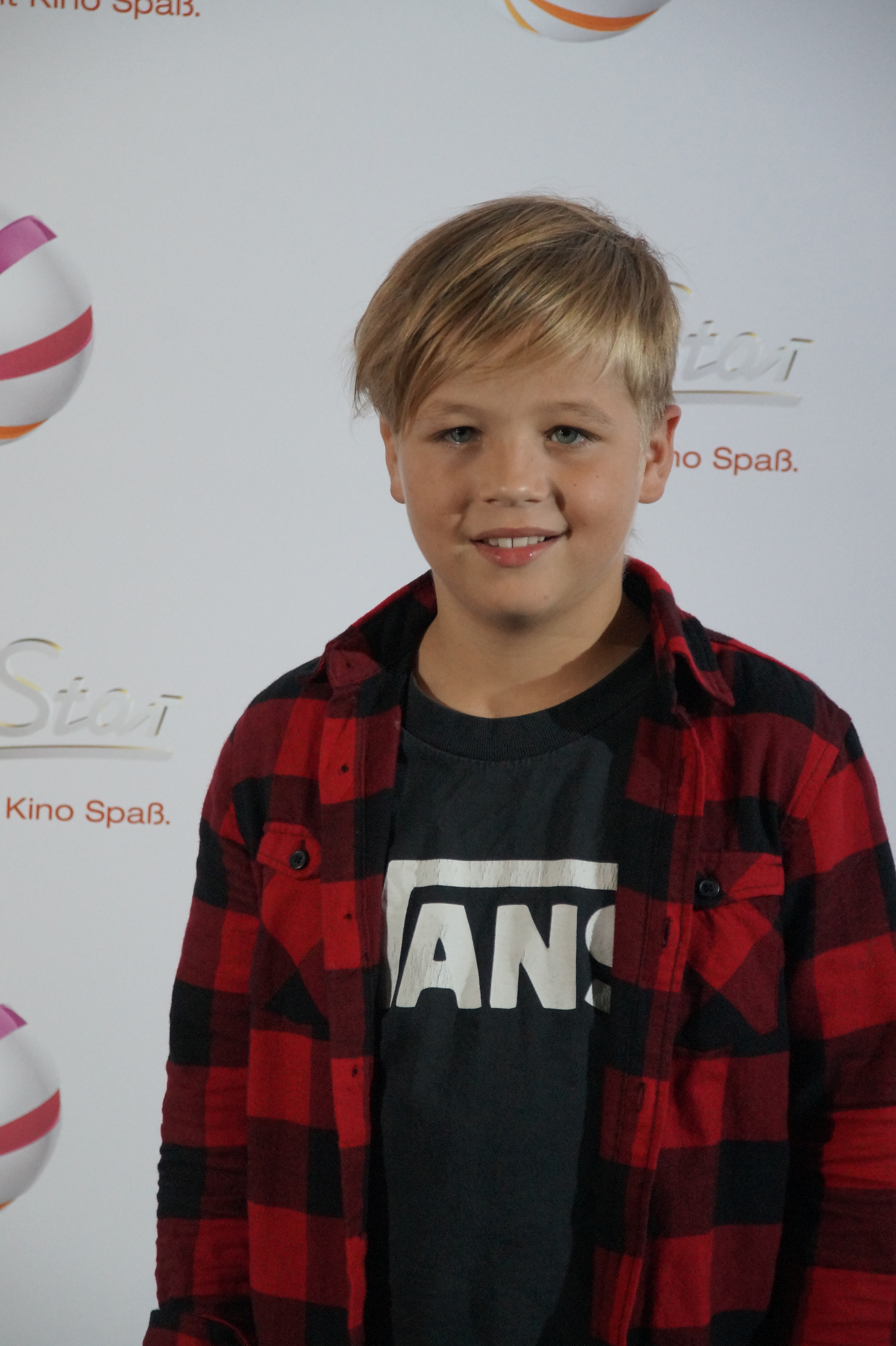
Jonas Oeßel, hier im Jahr 2016, spielt Max

Auch Gaby Sikorski nennt in ihrer Funktion als Filmkorrespondentin der Gilde deutscher Filmkunsttheater die schauspielerischen Leistungen der beiden Hauptdarsteller Levi Eisenblätter und Jonas Oeßel enorm, was sowohl die Charakterisierung der eigenen Personen als auch das Zusammenspiel mit dem Partner betreffe. Sie beschreibt Nachtwald als eine Mischung aus Höhlenkinder und Stand by Me, und Hörmann habe die Zutaten für einen kindgerechten und familienfreundlichen Abenteuer-Buddy-Film geschickt gemixt. Der eingängige Soundtracks erinnere ab und zu an Indiana Jones, Krieg der Sterne und Superhelden-Filme.  Allerdings passe in der Story einiges nicht zusammen, wirke irgendwie künstlich und teilweise etwas gewollt.
Von der Deutschen Film- und Medienbewertung wurde Nachtwald mit dem Prädikat Besonders wertvoll versehen. In der Begründung heißt es, mit einem fantastischen Gespür für Atmosphäre erzähle André Hörmann in dem Film die Geschichte einer Spurensuche, und schön sei es, dass er keinen US-amerikanischen oder angelsächsischen Vorlagen nachgeeifert habe, sondern eigenständig und frei in Szene setzt. Dass sein Film dabei nie steif oder pädagogisierend deutsch wirke, sei umso beeindruckender. Das Jugendfilmabenteuer wisse auch mit sensiblen Tönen umzugehen, nicht nur in Pauls Trauer um den verschollenen Vater, sondern auch in der Darstellung der Freundschaft zwischen Paul und Max. Levi Eisenblätter als Paul und Jonas Oeßel als dessen Freund Max verfügten nicht nur über großartige Kamerapräsenz, sondern agierten auch außergewöhnlich authentisch. Auch von der FBW-Jugend-Filmjury erhielt der Film eine Empfehlung.

### Auszeichnungen
Nachtwald wurde Mitte Januar 2023 in die Vorauswahl der Kinderfilme für den Deutschen Filmpreis aufgenommen. Im Folgenden eine Auswahl weiterer Auszeichnungen und Nominierungen.
Cinekid 2021
- Auszeichnung als Bester Jugendfilm (André Hörmann und Katrin Milhahn)[23]

Goldener Spatz 2021
- Nominierung im Wettbewerb Kino/Fernsehlangfilm (André Hörmann)

Filmfest München 2021
- Nominierung für den Kinderfilmpreis[24]

Filmkunstfest Mecklenburg-Vorpommern 2021
- Nominierung für den LEO-Preis im Kinder- und Jugendfilmwettbewerb (André Hörmann und Katrin Milhahn)[25]

Internationales Filmfestival Schlingel 2021
- Auszeichnung mit dem Preis der Europäischen Kinderfilmvereinigung ECFA[26]

Kinderfilmfestival Giffoni 2021
- Auszeichnung mit dem Sonderpreis (André Hörmann)[27]

Kindertiger 2023
- Auszeichnung mit dem Drehbuchpreis (André Hörmann und Katrin Milhahn)[28]

Kinofest Lünen 2021
- Nominierung im Wettbewerb um die Rakete[29]